# داماریس کوئلز
داماریس کوئلز (انگلیسی: Damaris Quélez؛ زادهٔ ۱۴ اوت ۱۹۹۰) بازیکن فوتبال اهل السالوادور است.
وی همچنین در تیم‌های ملی فوتبال تیم ملی فوتبال زیر 20 سال بانوان السالوادور و تیم ملی فوتبال زنان السالوادور بازی کرده‌است.